# Rio Guelarote
O rio Guelarote (em armênio: Գեղարոտ գետ; romaniz.: Gełarot get), também chamado Dali (Dali çayı[a]; Դալիչայ գետ, Daličʿay get) é um rio da Armênia, tributário direito do rio Cassal, que pertence à bacia hidrográfica do rio Aras. Nasce nas encostas orientais do monte Aragats, a uma altitude de 3 870 metros. É alimentado por pequenas geleiras. Estende-se por 25 quilômetros e a área de sua bacia é de 66 quilômetros quadrados. Sua água é utilizada para irrigação.